# Waldemar Björkstén
Waldemar Björkstén (Viburgo, 12 de agosto de 1873 — 31 de maio de 1933) foi um velejador finlandês, medalhista olímpico. Ele competiu nos Jogos Olímpicos de Verão de 1912 na classe 10 Metre e conquistou a medalha de prata na disputa a bordo do Nina com Harry Wahl, Jacob Björnström, Bror Brenner, Allan Franck, Erik Lindh e Juho Aarne Pekkalainen.